# توني باول (لاعب كريكت)
توني باول (22 ديسمبر 1972 في جامايكا - ) (بالإنجليزية: Tony Powell)‏ هو لاعب كريكت جامايكي. شارك في دورة ألعاب الكومنولث 1998. وشارك مع منتخب جامايكا الوطني للكريكت.